# Benthodytes
Benthodytes is een geslacht van zeekomkommers uit de familie Psychropotidae.

## Soorten
- Benthodytes abyssicola Théel, 1882
- Benthodytes gosarsi Gebruk, 2008
- Benthodytes incerta Ludwig, 1893
- Benthodytes lingua R. Perrier, 1896
- Benthodytes plana Hansen, 1975
- Benthodytes sanguinolenta Théel, 1882
- Benthodytes sibogae Sluiter, 1901
- Benthodytes superba Koehler & Vaney, 1905
- Benthodytes typica Théel, 1882
- Benthodytes valdiviae Hansen, 1975
- Benthodytes violeta Martinez, Solis-Marin, Penchaszadeh, 2014
- Benthodytes wolffi Rogacheva & Cross, 2009